# スルタルタゥンガロゥン湖
スルタルタゥンガロゥン (氷語: Sultartangarlón、「飢餓の尾根の湖」の意) はアイスランドの湖である。

## 概要
スルタルタゥンガロゥンはアイスランド中央高地、ヘクラ火山の北にあり、ショウルスアゥ川をスルタルタゥンギ (Sultartangi) という小山脈の付近でせき止めてできた貯水池である。面積は約 20 km² である。ダムは長さ 6.1 km あり、アイスランドでは最長である。

### 開発の影響
中央高地では多くの貯水池が建設されており、また現在も建設が進められている。それが工業の発展に与える恩恵と環境への影響は常に議論の対象となっている。
1982年から1984年に、建設されたダムによりダム上流のショウルスアゥとトゥングナアゥの両川に土砂が堆積し始めた。またダムの建設により、アゥルモゥタフォス (Ármótafoss) という滝が消失した。なおスルタルタゥンギのダムは1997年から発電に供されている。貯水池から 3.5 km の長いトンネルを通って発電所に水が送られている。